# 多點石斑魚
多點石斑魚，為輻鰭魚綱鱸形目鱸亞目鮨科的其中一種，分布於印度西太平洋區，包括印尼、菲律賓、巴布亞紐幾內亞、所羅門群島海域，棲息深度1-46公尺，體長可達48公分，生活在河口、紅樹林，為底棲性魚類，屬肉食性，可做為食用魚。

## 擴展閱讀
維基物種上的相關：多點石斑魚